# Кукушкин, Валерий Владимирович
Валерий Владимирович Кукушкин (род. 16 августа 1970, Пенза) — советский и российский хоккеист, нападающий.

## Биография
Воспитанник пензенского хоккея, первый тренер — Баканов. После окончания 8 класса перешёл в молодёжную команду «Дизелист». В сезоне 1987/88 дебютировал в первой лиге. В сезоне 1989/90 в рамках прохождения армейской службы выступал за СКА Новосибирск. Играл за «Дизель»/«Дизелист» в сезонах 1990/91 — 1998/99, 2003/04 — 2008/09, всего провёл 17 сезонов, забросил 286 шайб. Трижды признавался лучшим игроком команды, пять раз становился лучшим снайпером.
Также выступал за команды «Воронеж» (1999/2000), «Липецк» (1999/2000 — 2001/02), «Молот-Прикамье-2» (2001/02), «Янтарь» Северск (2002/03).
Бронзовый призёр хоккейного турнира зимней Универсиады 1995 года.
В сезонах 2008/09 — 2016/17 — тренер в «Дизеле».